# Cardamine pensylvanica
Cardamine pensylvanica là một loài thực vật có hoa trong họ Cải. Loài này được Muhl. ex Willd. mô tả khoa học đầu tiên năm 1800.